# Yoo Su-bin
Yoo Su-bin (en hangul, 유수빈; nacido el 6 de noviembre de 1992) es un actor surcoreano.

## Carrera
Yoo debutó en el drama  Prison Playbook en 2017.
En 2019, obtuvo un papel secundario importante en el cortometraje The Present.
En diciembre del mismo año se unió al elenco recurrente de la serie Crash Landing on You donde interpretó al soldado norcoreano Kim Ju-muk, un Sargento de la 5.ª Compañía que está obsesionado con los dramas surcoreanos, hasta el final de la serie el 16 de febrero de 2020.
En septiembre de 2021 se unió al elenco recurrente de la serie Lost (también conocida como "Disqualified from Being Human" o "No Longer Human") donde dio vida a Lee Sun-joo (Ttak Yi), el mejor amigo de Kang-jae.

## Filmografía

### Series de televisión
| Año     | Título                                 | Papel                       | Red     | Notas                     | Ref.          |
| ------- | -------------------------------------- | --------------------------- | ------- | ------------------------- | ------------- |
| 2017    | Prison Playbook                        | Yang Jung-suk               | tvN     |                           |               |
| 2018    | Live                                   | Ha Do-Sik                   | tvN     |                           |               |
| 2018    | Goodbye to Goodbye                     | Woo Nam-sik                 | MBC     |                           | [ 3 ]         |
| 2018    | The Ghost Detective                    | Kang Eun-jung               | KBS2    |                           | [ 4 ]         |
| 2019    | Legal High                             | Kim Byeong-tae              | JTBC    |                           |               |
| 2019    | Special Labor Inspector                | Baek Won-Man                | MBC     |                           | [ 5 ]         |
| 2019    | Wreck Car                              | Song Hyeon-tae              | KBS2    | Drama especial            |               |
| 2019-20 | Aterrizaje de emergencia en tu corazón | Kim Ju-muk                  | tvN     |                           |               |
| 2020    | Start-up                               | Lee Cheol-San               | tvN     |                           |               |
| 2021    | Lost                                   | Lee Sun-joo (Ttak Yi)       | JTBC    |                           | [ 6 ]         |
| 2022    | Concrete Market                        | Cheol-min                   |         |                           | [ 7 ]         |
| 2022    | Big Mouse                              | Vecino de Chang-ho y Mi-ho. | MBC     |                           | [ 8 ]         |
| 2022    | Un héroe débil                         | Choi Hyo-man                | Wavve   | Aparición especial, ep. 8 | [ 9 ]         |
| 2025    | Un héroe débil                         | Choi Hyo-man                | Netflix | Segunda temporada         | [ 10 ]        |
| 2025    | El sabor de lo nuestro                 | Shin Chun-seung             | ENA     |                           | [ 11 ] [ 12 ] |

### Películas
| Año  | Título                              | Papel                           | Ref.          |
| ---- | ----------------------------------- | ------------------------------- | ------------- |
| 2016 | Curtain call                        | Policía                         |               |
| 2017 | The Chase                           | Gánster 1                       |               |
| 2017 | Along with the Gods: The Two Worlds | Soldado del puesto de guardia 2 |               |
| 2019 | Exit                                | Yong-soo                        |               |
| 2019 | The present                         | Yoo Yeong-bok                   |               |
| 2019 | Inalterable                         | Sin Ha-jin (joven)              |               |
| 2019 | Start-up                            | Sargento                        |               |
| 2022 | The Boys                            | Jeon Seung-woo                  | [ 13 ] [ 14 ] |

### Programas de variedades
| Año         | Título              | Notas   |
| ----------- | ------------------- | ------- |
| 2021 - 2022 | Master in the House | miembro |